# Halles-sous-les-Côtes
Halles-sous-les-Côtes ist eine französische Gemeinde mit 138 Einwohnern (Stand 1. Januar 2022) im Département Meuse in der Region Grand Est (bis 2015 Lothringen). Sie gehört zum Arrondissement Verdun und zum Gemeindeverband Pays de Stenay et Val Dunois.

## Geografie
Die Gemeinde Halles-sous-les-Côtes liegt in der Landschaft Argonne, etwa 45 Kilometer nordwestlich von Verdun und 17 Kilometer südlich der Grenze zu Belgien. Die Nordostgrenze der Gemeinde wird vom Fluss Wiseppe markiert, der hier in das breite Tal der Maas eintritt. Das Dorf Halles und der Norden des Gemeindegebietes liegen auf 180 bis 200 m über dem Meer in der flachen Flussniederung der Wiseppe, die von Wiesen und Äckern geprägt wird. Südlich schließt sich die markante, 100 Höhenmeter messende Steilstufe („côtes“) an, die zum bewaldeten Hochplateau des Bois de Halles überleitet. Begrenzt wird Halles-sous-les-Côtes von den Nachbargemeinden Beauclair im Westen, Nordwesten und Norden, Wiseppe im Nordosten sowie Montigny-devant-Sassey im Südosten und Süden.

## Bevölkerungsentwicklung
| Jahr      | 1962 | 1968 | 1975 | 1982 | 1990 | 1999 | 2006 | 2012 | 2021 |
| Einwohner | 206  | 164  | 165  | 144  | 136  | 122  | 151  | 156  | 139  |

Im Jahr 1831 wurde mit 716 Bewohnern die bisher höchste Einwohnerzahl ermittelt. Die Zahlen basieren auf den Daten von cassini.ehess und INSEE.

## Sehenswürdigkeiten
- Kirche Saint-Barthélemy mit der Marienstatue „Schwarze Jungfrau von Montserrat“
- Mariengrotte und Calvaire als Wallfahrtsort an der Quelle des Ruisseau de l’Étang
- zwei Lavoirs

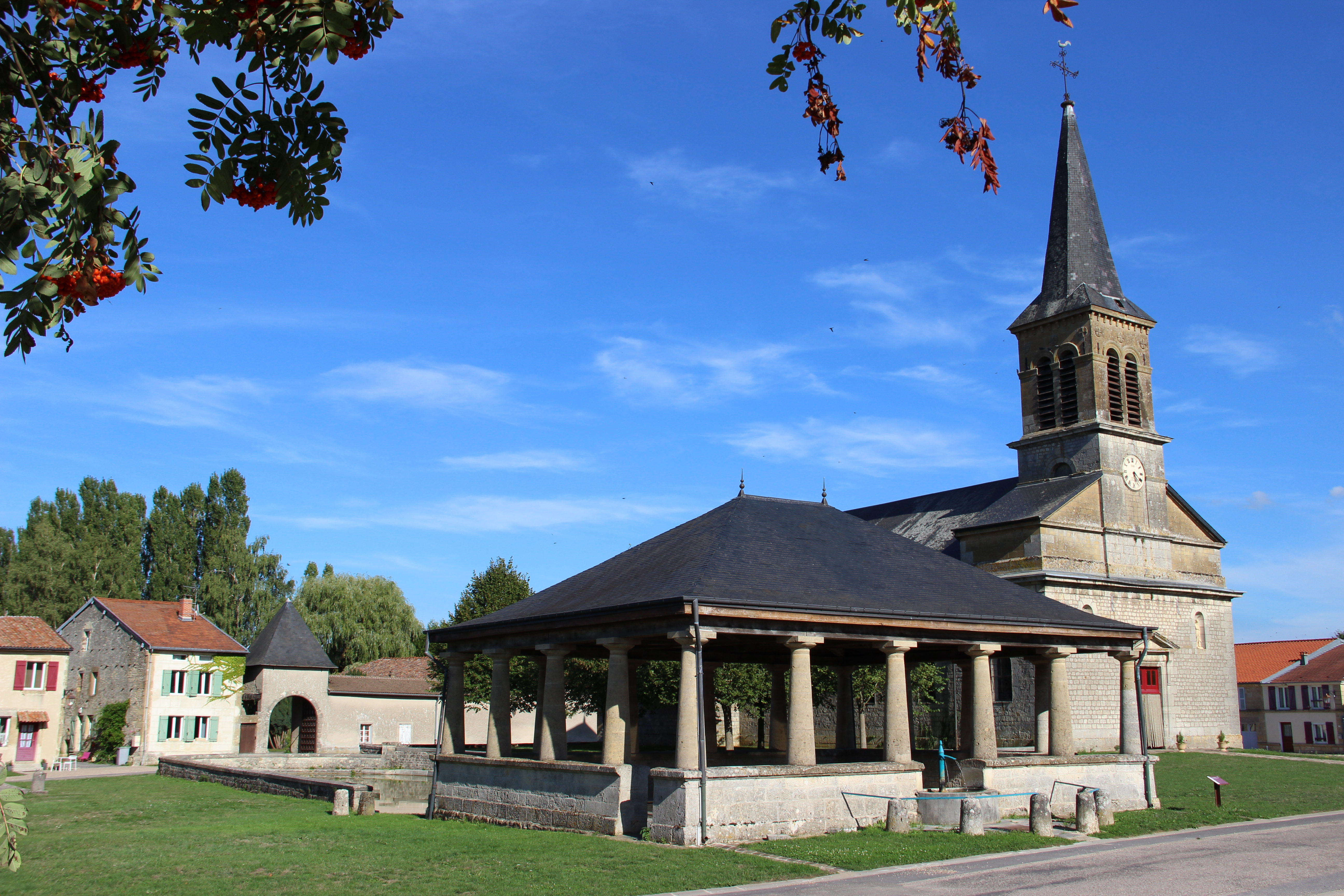
Lavoir vor der Kirche Saint-Barthélemy
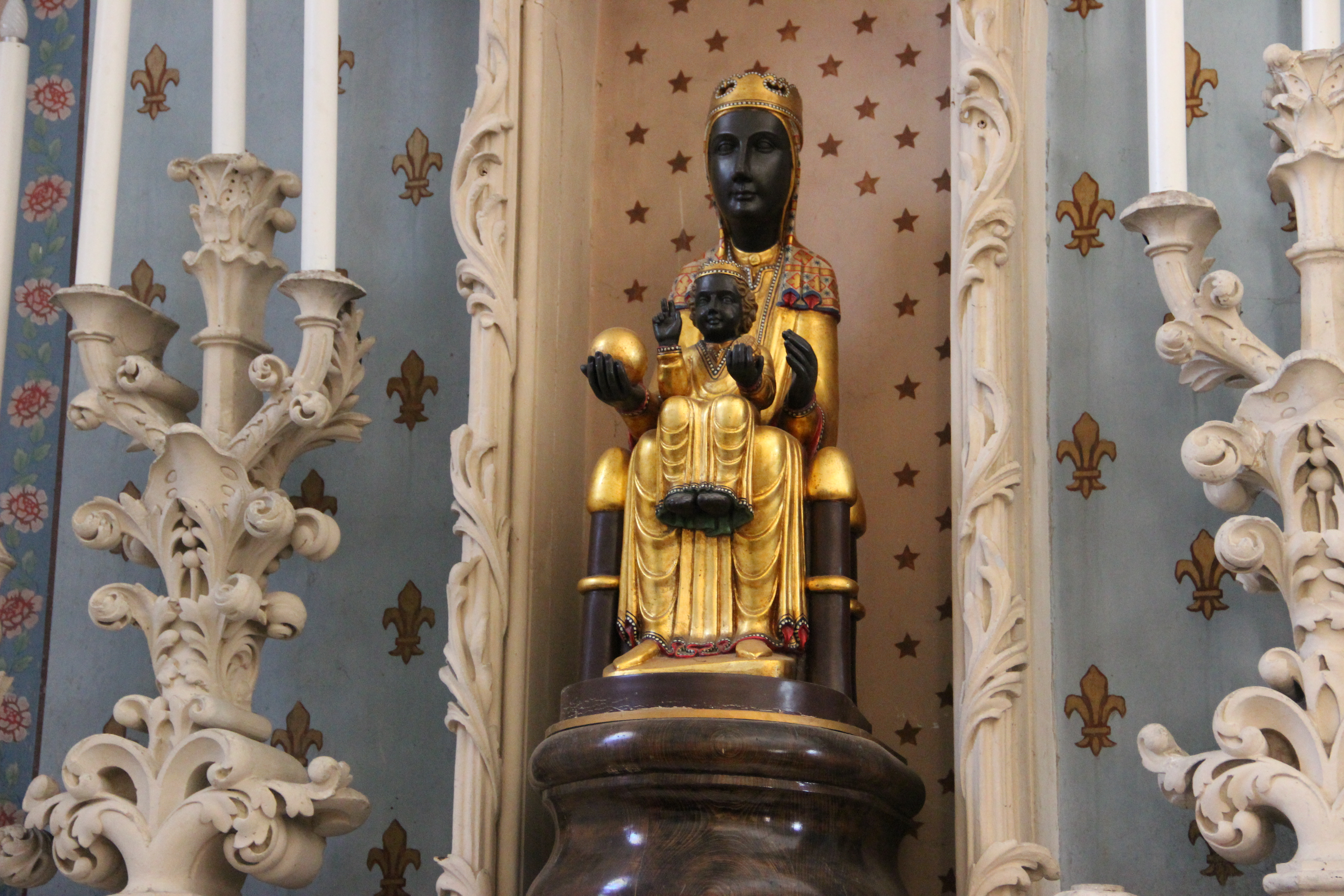
„Schwarze Jungfrau von Montserrat“
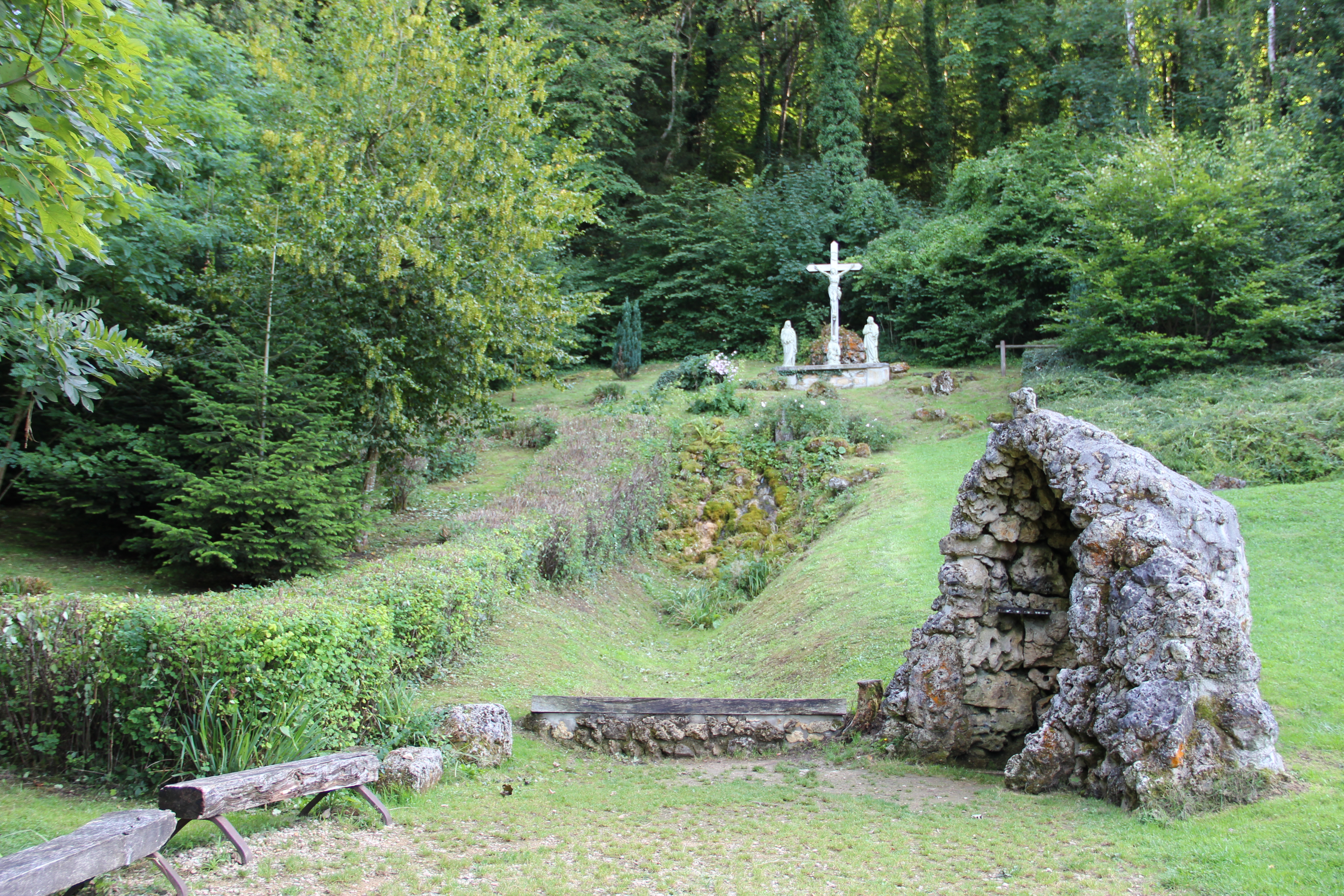
Mariengrotte und Calvaire an der „Wunderquelle“

## Wirtschaft und Infrastruktur
In Halles-sous-les-Côtes sind sechs Landwirtschaftsbetriebe ansässig (Milchviehhaltung, Ziegen- und Schafzucht).
Durch die Gemeinde führt die Straße D 30A von Beaufort-en-Argonne nach Mont-devant-Sassey. Im 45 Kilometer entfernten Sedan besteht ein Anschluss an die Autoroute A34.

## Belege
1. ↑  Halles-sous-les-Côtes auf cassini.ehess
2. ↑  Halles-sous-les-Côtes auf INSEE
3. ↑  Landwirtschaftsbetriebe auf annuaire-mairie.fr